# 伊達宗衡
伊達 宗衡（だて むねひら）は、江戸時代後期の武士。陸奥国仙台藩一門第三席・水沢伊達家11代（留守氏28代）当主。

## 生涯
寛政11年9月21日、水沢伊達家10代当主・伊達村福の長男として水沢にて誕生。幼名は繁太郎、初名は景衡（かげひら）。
文化8年（1811年）閏2月、10代藩主・伊達斉宗の加冠で元服、その一文字を拝領して宗衡に改名。文政3年（1820年）5月、父・村福の隠居により家督と知行1万6000石を相続し、水沢邑主となる。同年領内巡察の11代藩主・斉義を水沢に迎える。天保2年（1831年）名（通称）を将監と改める。天保3年（1832年）、12代藩主・斉邦の帰国許可の謝使として江戸に下り、江戸城で11代将軍・徳川家斉と世子家慶に拝謁する。天保12年（1841年）大槻平泉門下の儒学者堀籠膽水の建議により、領内に郷校立生館を創立し、膽水を初代教授とした。
嘉永5年（1852年）、家督を長男・邦命に譲り隠居する。慶応元年（1865年）8月邦命が先立って没したため、五男・景道（邦寧）が家督を相続した。慶応2年（1866年）1月8日死去。享年68。

## 系譜
- 父：伊達村福（1775-1830）
- 母：片倉村典の娘
- 正室：以与子 - 中村景貞の娘
  - 長男：伊達邦命（1826-1865）
  - 五男：伊達（留守）邦寧（1830-1874）
- 生母不明の子女
  - 女子：愛姫 - 片倉邦憲正室